# Megastigmus certus
Megastigmus certus is een vliesvleugelig insect uit de familie Torymidae. De wetenschappelijke naam is voor het eerst geldig gepubliceerd in 1966 door Nikol'skaya.